# Morten Voss Christiansen
Pour les articles homonymes, voir Christiansen.
Morten Voss Christiansen  (né le 21 janvier 1979) est un coureur cycliste et directeur sportif danois.

## Palmarès sur route
- 1998
  - 3e du championnat du Danemark sur route espoirs
- 1999
  - 2e du championnat du Danemark sur route espoirs
- 2003
  - Post Cup
  - 3e du Tour du Loir-et-Cher
- 2004
  - 5e étape du Tour du Maroc
- 2007
  - 2e étape du Tour de la mer de Chine méridionale

## Palmarès sur piste

### Championnats du monde juniors
- Le Cap 1997
  -  Médaillé de bronze de la course aux points juniors

### Championnats régionaux
- 1994
  - Champion des Pays nordiques de poursuite par équipes juniors (avec Jakob Gram, Peter Steen Jensen et Nicolai Palm)
  - 3e du championnat des Pays nordiques de course aux points juniors
- 1995
  - Champion des Pays nordiques de poursuite par équipes juniors (avec Nicolai Palm, Jacob Nielsen et Andreas Kloster)
  - 3e du championnat des Pays nordiques de course aux points juniors
- 1996
  - 2e du championnat des Pays nordiques de course aux points juniors
  - 3e du championnat des Pays nordiques du kilomètre juniors
- 1997
  - 2e du championnat des Pays nordiques de poursuite par équipes juniors

### Championnats nationaux
- 1994
  -  Champion du Danemark de poursuite juniors
  -  Champion du Danemark de poursuite par équipes juniors (avec Jacob Nielsen, Peter Steen Jensen et Nicolai Palm)
  - 2e du championnat du Danemark de course aux points juniors
- 1995
  -  Champion du Danemark de poursuite par équipes juniors (avec Jacob Nielsen, Nicolai Palm et Andreas Kloster)
  - 2e du championnat du Danemark de poursuite juniors
  - 2e du championnat du Danemark de poursuite par équipes
- 1996
  -  Champion du Danemark de poursuite par équipes juniors (avec Nicolai Palm, Andreas Kloster et Thue Houlberg)
  -  Champion du Danemark de course aux points juniors
  - 3e du championnat du Danemark de poursuite par équipes
- 1997
  -  Champion du Danemark de poursuite par équipes juniors (avec Thue Houlberg, René Lohse et Jacob Filipowicz)
  -  Champion du Danemark de course aux points juniors
  - 3e du championnat du Danemark de poursuite par équipes
- 1999
  - 2e du championnat du Danemark de poursuite par équipes
  - 3e du championnat du Danemark de l'américaine
- 2000
  -  Champion du Danemark de poursuite par équipes (avec Thue Holberg, Jacob Filipowicz, Jens-Erik Madsen)
  - 3e du championnat du Danemark de l'américaine
- 2001
  -  Champion du Danemark de poursuite par équipes (avec Alex Rasmussen, Mads Christensen et Dennis Rasmussen)
  - 3e du championnat du Danemark de l'américaine
  - 3e du championnat du Danemark de poursuite
- 2002
  -  Champion du Danemark de course à l'américaine (avec Jimmy Hansen)
  - 2e du championnat du Danemark de poursuite
  - 3e du championnat du Danemark de poursuite par équipes
- 2003
  - 2e du championnat du Danemark de course aux points
- 2006
  - 2e du championnat du Danemark de l'américaine
  - 2e du championnat du Danemark de poursuite par équipes
  - 2e du championnat du Danemark de scratch